# Waterland-Oudeman
Waterland-Oudeman is een deelgemeente van de gemeente Sint-Laureins in de Belgische provincie Oost-Vlaanderen (arrondissement Eeklo), het was een zelfstandige gemeente tot aan de gemeentelijke herindeling van 1977.Waterland-Oudeman maakt deel uit van het Meetjesland. 

## Toponymie
De naam Waterland-Oudeman bestaat uit twee delen: "Waterland" en "Oudeman".
Waterland is de naam die stichter Hiëronymus Lauweryn gaf aan de kersverse heerlijkheid. Deze verwijst naar het feit dat het gebied dat voorheen water was door zijn bedijkingen land werd. Na Hiëronymus' overlijden in 1509 nam zijn zoon Matthias de taak als bedijker over. Ter ere van zijn vader noemde hij de nieuwe polder de Oudemanspolder. Waterland-Oudeman is dus een samentrekking van deze twee namen.

## Geschiedenis
Niet ver van het huidige Waterland-Oudeman lag Elmare, ook bekend als Sint-Nicolaas in Vaerne met de toenmalige Sint-Nicolaaskerk en de bekende priorij. Tijdens de stormvloed van 1375-1376 verdween dit dorp.
In 1501 werd de Jeronimuspolder ingedijkt, genoemd naar Hieronymus Lauweryn, welke de heerlijkheid Waterland stichtte. Deze werd afhankelijk van het iets daarvoor gestichte Watervliet en zou in handen komen van zijn dochter Babette. Deze overleed echter jong en zo werd Hieronymus ook de heer van Waterland.
In 1526 volgde de Oudemanspolder, ingedijkt in opdracht van Hieronymus' zoon, Matthias Lauweryn. Aan de rand van deze polder ontstond de kern van Waterland-Oudeman. In 1530 werd de Sint-Nicolaasparochie gesticht en kwam de Sint-Nicolaaskerk tot stand, gelegen in de Kleine Oudemanspolder ten noorden van de huidige kern, op het huidige Nederlands grondgebied. Deze kerk geraakte door de godsdiensttwisten, eind 16e en begin 17e eeuw, in verval en werd uiteindelijk enigszins opgeknapt, waarna hij dienst deed als hervormde kerk. In 1672 werd de kerk door Franse troepen verwoest, waarna de huidige Sint-Nicolaaskerk werd gebouwd, terwijl de hervormden verder naar het noorden een kerk bouwden waaromheen het dorp Waterlandkerkje ontstond. In Waterland-Oudeman werd een nieuwe Sint-Niklaaskerk gebouwd.

## Demografische ontwikkeling
- Bronnen:NIS, Opm:1831 tot en met 1970=volkstellingen; 1976 = inwoneraantal op 31 december

## Bezienswaardigheden
- De Sint-Niklaaskerk werd gebouwd rond 1670 en in de 18de eeuw werd de eenbeukige kerk hersteld en uitgebreid. De toren dateert van 1850 en de sobere buitenkant staat in contrast met het rococo-interieur. De preekstoel (1711) en de biechtstoel (1716) zijn waarschijnlijk van de hand van Bruggeling Hendrik Hagheman.
- Opvallend sinds 1995 is de beeldengroep "Als de vos de passie preekt; boer pas op uw ganzen". Die werd geplaatst in de Oudemanskreek nabij de Roste Muis. Het werk van Chris Ferket werd gewonnen door de gemeente als eerste uit de reeks "een thuis voor een beeld" in samenwerking met de Provincie Oost-Vlaanderen, Radio 2 en Imewo.

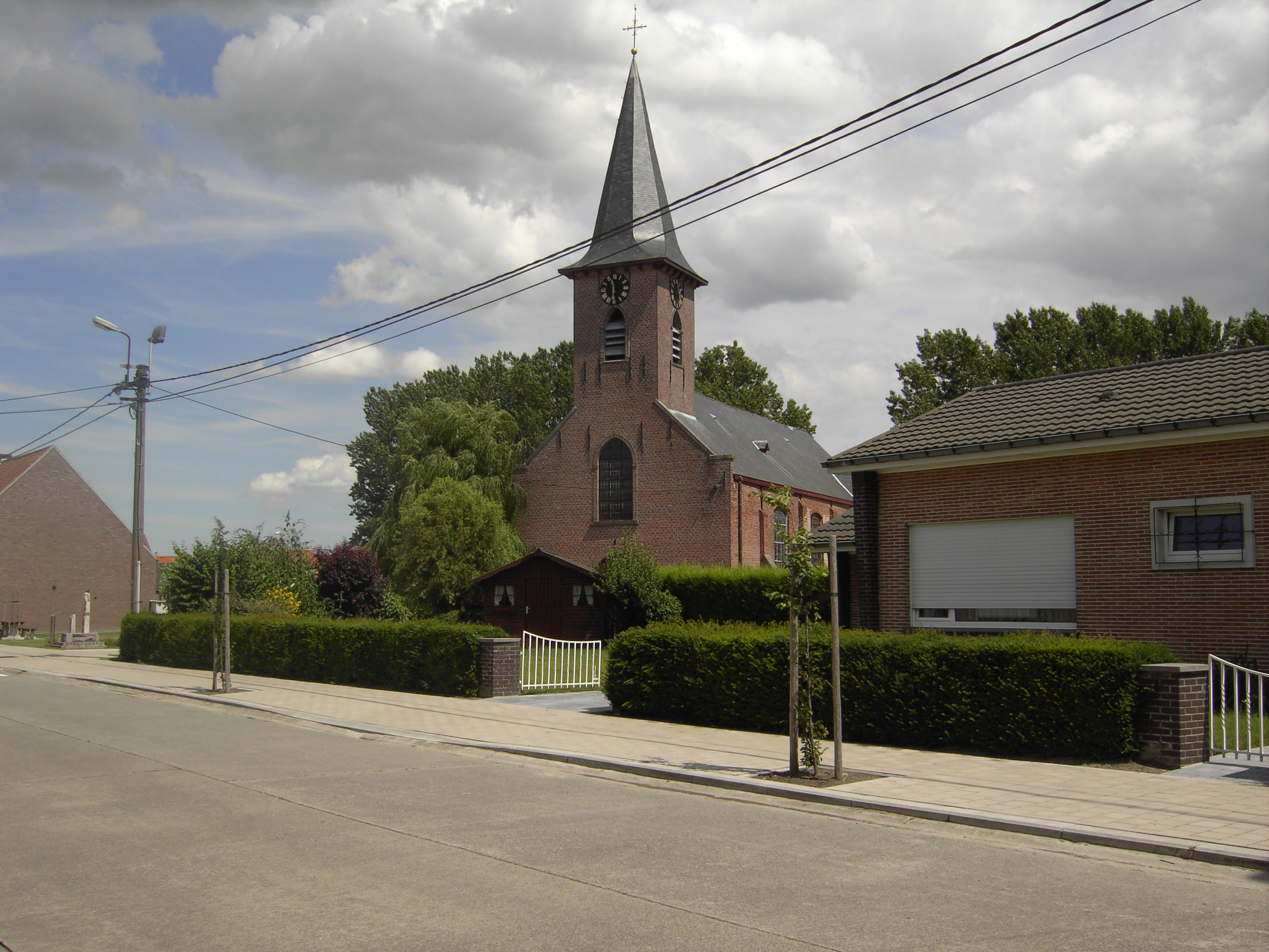
De Sint-Niklaaskerk
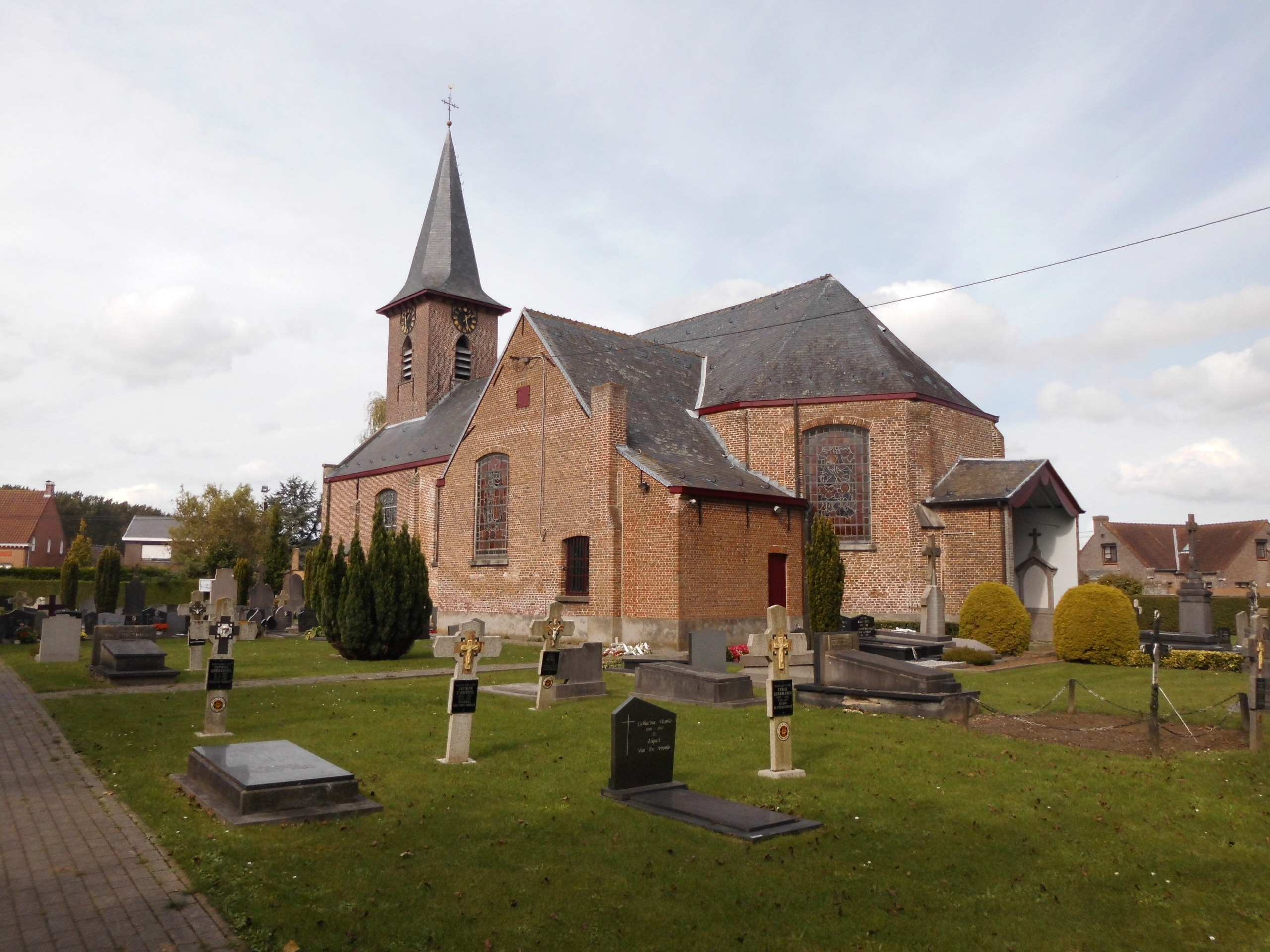
De Sint-Niklaaskerk
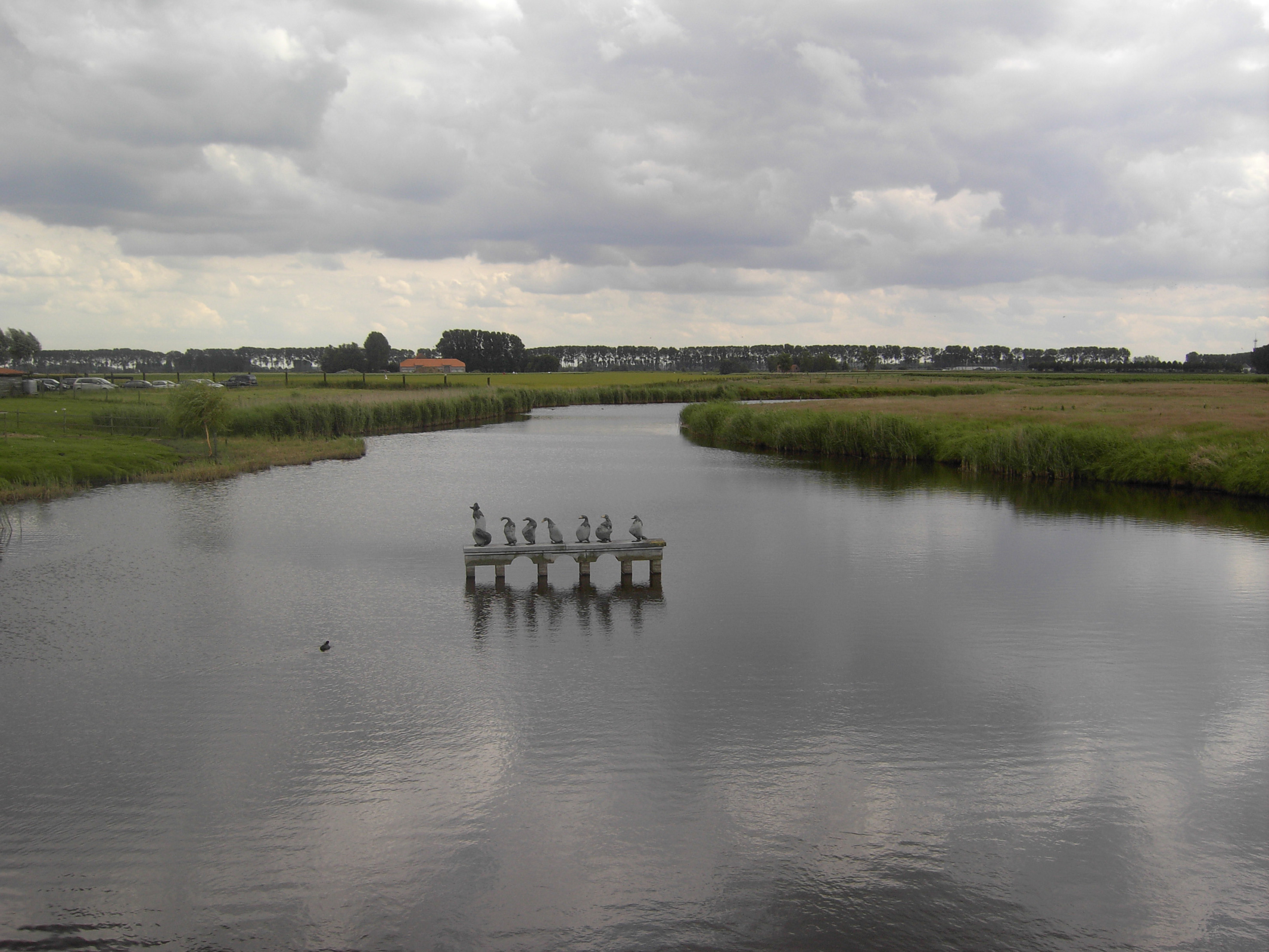
De beeldengroep "Als de vos de passie preekt; boer pas op uw ganzen" aan de Oudemanskreek

## Natuur en landschap
Waterland-Oudeman ligt in het Meetjeslands krekengebied op een hoogte van ongeveer 2 meter. Het landschap wordt gekenmerkt door akkers, polderdijken en de Oudemanskreek.

## Nabijgelegen kernen
Watervliet, Waterlandkerkje, Sint-Margriete, Sint-Jan-in-Eremo